# Difusor

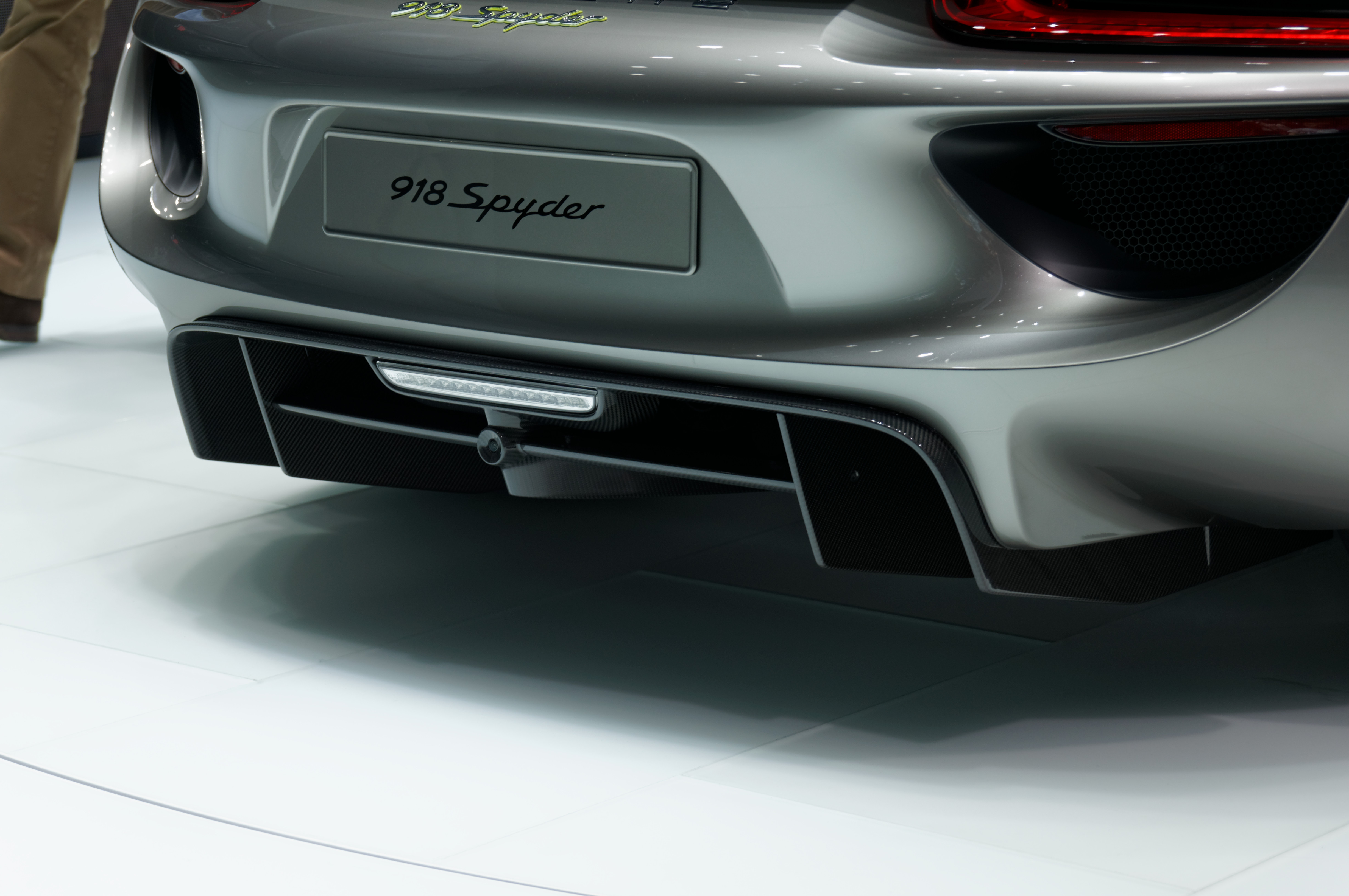
Difusor trasero debajo de la placa de un Porsche 918 de 2013

Un difusor es un dispositivo que generalmente se encuentra en una superficie (por ejemplo: un revestimiento), que distribuye el líquido o gas que incide sobre el mismo.
Existen fundamentalmente dos tipos de superficies difusoras: 
- Las no optimizadas. Se agrupan las superficies con formas aleatorias. Dentro de la categoría "optimizados" se encuentran los difusores (estrictamente) "numéricos" y los "numérico - curvos". La optimización a la que se hace referencia es relativa a la uniformidad y capacidad de predicción de las dispersiones de la energía.
- Las optimizadas. Aquellas formas derivadas de secuencias numéricas con espectros en frecuencias planos (MLS, residuos cuadráticos, etc.) Cabe aclarar que el difusor tradicional denominado "policilíndrico", al no dispersar la energía acústica en el tiempo, se incluye en la clasificación de "no optimizados".